# Liste des anciennes communes de la province de Limbourg (Pays-Bas)
En 1812, la province néerlandaise du Limbourg néerlandais comptait 125 communes. Depuis 2019, il n'y a plus que 31.
Étapes principales des fusions :
- 1920 et 1970 : Autour de Maastricht
- 1940 : Autour de Fauquemont
- 1982 : Réorganisation massive du Limbourg méridional
- 1991 : Réorganisation massive du Limbourg central
- 2001 : Réorganisation partielle du Limbourg septentrional (Venlo & Horst)
- 2007 : Deuxième vague de fusions dans la partie centrale du Limbourg

## Liste des fusions des communes du Limbourg néerlandais

### 2019
- Nuth > Beekdaelen*
- Onderbanken > Beekdaelen*
- Schinnen > Beekdaelen*

### 2011
- Eijsden > Eijsden-Margraten*
- Margraten > Eijsden-Margraten*

### 2010
- Arcen en Velden > Venlo
- Helden > Peel en Maas*
- Kessel > Peel en Maas*
- Maasbree > Peel en Maas*
- Meerlo-Wanssum > Horst aan de Maas et Venray
- Meijel > Peel en Maas*
- Sevenum > Horst aan de Maas

### 2007
- Ambt Montfort > Roerdalen
- Haelen > Leudal*
- Heel > Maasgouw*
- Heythuysen > Leudal*
- Hunsel > Leudal*
- Maasbracht > Maasgouw*
- Roggel en Neer > Leudal*
- Swalmen > Roermond
- Thorn > Maasgouw*

### 2003
- Echt > Echt-Susteren*
- Susteren > Echt-Susteren*

### 2001
- Belfeld > Venlo
- Born > Sittard-Geleen*
- Broekhuizen > Horst aan de Maas*
- Geleen > Sittard-Geleen*
- Grubbenvorst > Horst aan de Maas*
- Horst > Horst aan de Maas*
- Sittard > Sittard-Geleen*
- Tegelen > Venlo

### 1999
- Gulpen > Gulpen-Wittem*
- Wittem > Gulpen-Wittem*

### 1998
- Stramproy > Weert

### 1994
- Posterholt > Ambt Montfort - modification du nom officiel

### 1993
- Melick en Herkenbosch > Roerdalen - modification du nom officiel
- Roggel > Roggel en Neer - modification du nom officiel

### 1991
- Baexem > Heythuysen
- Beegden > Heel*
- Grathem > Heythuysen
- Heel en Panheel > Heel*
- Herten > Roermond
- Horn > Haelen
- Linne > Maasbracht
- Montfort > Posterholt
- Neer > Roggel
- Ohé en Laak > Maasbracht
- Sint Odiliënberg > Posterholt
- Stevensweert > Maasbracht
- Vlodrop > Melick en Herkenbosch
- Wessem > Heel*

### 1982
- Amstenrade > Schinnen[1]
- Bemelen > Margraten
- Berg en Terblijt > Fauquemont-sur-Gueule*
- Bingelrade > Onderbanken*
- Bocholtz > Simpelveld
- Bunde > Meerssen
- Cadier en Keer > Margraten
- Eygelshoven > Kerkrade
- Elsloo > Stein
- Geulle > Meerssen
- Grevenbicht > Born
- Gronsveld > Eijsden
- Hoensbroek > Heerlen
- Hulsberg > Nuth
- Jabeek > Onderbanken*
- Klimmen > Voerendaal
- Limbricht > Sittard
- Merkelbeek > Onderbanken*
- Mheer > Margraten
- Munstergeleen > Sittard
- Nieuwenhagen > Landgraaf*
- Nieuwstadt > Susteren
- Noorbeek > Margraten
- Obbicht en Papenhoven > Born
- Oirsbeek > Schinnen
- Roosteren > Susteren
- Schaesberg > Landgraaf*
- Schimmert > Nuth
- Schinveld > Onderbanken*
- Sint Geertruid > Margraten
- Slenaken > Wittem
- Spaubeek > Beek
- Ubach over Worms > Landgraaf*
- Ulestraten > Meerssen
- Urmond > Stein
- Valkenburg-Houthem > Fauquemont-sur-Gueule*
- Wijlre > Gulpen
- Wijnandsrade > Nuth

### 1973
- Ottersum > Gennep

### 1970
- Amby > Maastricht
- Borgharen > Maastricht
- Heer > Maastricht
- Itteren > Maastricht

### 1969
- Meerlo > Meerlo-Wanssum*
- Wanssum > Meerlo-Wanssum*

### 1959
- Maasniel > Roermond

### 1943
- Mesch > Eijsden
- Rijckholt > Gronsveld

### 1942
- Broeksittard > Sittard
- Buggenum > Haelen
- Ittervoort > Hunsel
- Neeritter > Hunsel
- Nunhem > Haelen

### 1941
- Fauquemont > Valkenburg-Houthem - modification du nom officiel

### 1940
- Houthem > Valkenburg
- Oud-Valkenburg > Valkenburg
- Schin op Geul > Valkenburg

### 1920
- Oud-Vroenhoven > Maastricht
- Sint Pieter > Maastricht

### 1887
- Rimburg > Ubach over Worms

### 1879
- Strucht > Schin op Geul

### 1839
- Création d'Oud-Vroenhoven, cédée par la Belgique

### 1836
- Création de Sevenum à partir de Horst

### 1828
- Breust > Eijsden et Sint Geertruid
- Création de Cadier en Keer à partir de Cadier et de la partie Keer de la commune de Heer en Keer
- Heer en Keer > Heer - modification du nom officiel, à la suite du détachement de Keer au bénéfice de la nouvelle commune de Cadier en Keer
- Oost > Eijsden
- Création de Sint Geertruid à partir d'Eijsden et d'une partie de Breust (commune supprimée)

### 1821
- Heel > Heel en Panheel*
- Pol en Panheel > Heel en Panheel* et Wessem
- Vaesrade > Nuth

### 1818
- Bree > Maasbree - modification du nom officiel

### 1817
- Création de Broeksittard à partir de la commune de Sittard

### 1816
- Velden > Arcen en Velden - modification du nom officiel

### Sources
- (nl) Ad van der Meer et Onno Boonstra, Repertorium van Nederlandse gemeenten 1812-2006, DANS Data Guide 2, La Haye, 2006
- (nl) Limburg, Land van de Bokkerrijders (Mythe-Historie-Fictie), José(phus) SPEETJENS, 2006,  (ISBN 99904-0-591-3). Groot-Genhout 6191 NT Beek (L), helena.sweep@wanadoo.nl.